# Campionato mondiale di curling doppio misto 2023
Il Campionato mondiale di curling doppio misto 2023 fu la 15ª edizione del torneo. Si svolge a Gangneung, in Corea del Sud, dal 22 al 29 aprile 2023.
Gli Stati Uniti conquistarono il titolo per la prima volta, sconfiggendo in finale il Giappone con il punteggio di 8–2.

## Squadre qualificate
| Australia                       | Austria                                     | Canada                           | Rep. Ceca                        |
| ------------------------------- | ------------------------------------------- | -------------------------------- | -------------------------------- |
| Tahli Gill Dean Hewitt          | Hannah Augustin Martin Reichel              | Jennifer Jones Brent Laing       | Julie Zelingrová Vít Chabičovský |
| Danimarca                       | Inghilterra                                 | Estonia                          | Germania                         |
| Jasmin Lander Henrik Holtermann | Lina Opel Michael Opel                      | Marie Kaldvee Harri Lill         | Pia-Lisa Schöll Klaudius Harsch  |
| Ungheria                        | Italia                                      | Giappone                         | Paesi Bassi                      |
| Linda Joó Lőrinc Tatár          | Stefania Constantini Sebastiano Arman       | Chiaki Matsumura Yasumasa Tanida | Vanessa Tonoli Wouter Gösgens    |
| Norvegia                        | Scozia                                      | Corea del Sud                    | Spagna                           |
| Martine Rønning Mathias Brænden | Jenn Dodds Bruce Mouat                      | Kim Ji-yoon Jeong Byeong-jin     | Oihane Otaegi Mikel Unanue       |
| Svezia                          | Svizzera                                    | Turchia                          | Stati Uniti                      |
| Therese Westman Robin Ahlberg   | Briar Schwaller-Hürlimann Yannick Schwaller | Dilşat Yıldız Bilal Ömer Çakır   | Cory Thiesse Korey Dropkin       |

## Fase a gironi
| Legenda | Legenda                            |
| ------- | ---------------------------------- |
|         | Qualificati ai playoff             |
|         | Qualificati agli spareggi salvezza |
|         | Retrocessi alle qualificazioni     |

### Girone A
| Nazione       | Atleti                                  | V | P | V–P | PF | PS | EV | EP | BE | ER | %T    | DSC   |
| ------------- | --------------------------------------- | - | - | --- | -- | -- | -- | -- | -- | -- | ----- | ----- |
| Canada        | Jennifer Jones / Brent Laing            | 8 | 1 | –   | 72 | 44 | 39 | 29 | 0  | 11 | 78,1% | 20,79 |
| Estonia       | Marie Kaldvee / Harri Lill              | 7 | 2 | 1–0 | 70 | 46 | 37 | 28 | 0  | 12 | 78,4% | 39,89 |
| Scozia        | Jenn Dodds / Bruce Mouat                | 7 | 2 | 0–1 | 63 | 48 | 34 | 32 | 0  | 8  | 80,8% | 33,72 |
| Australia     | Tahli Gill / Dean Hewitt                | 5 | 4 | –   | 58 | 63 | 34 | 36 | 0  | 7  | 77,1% | 55,32 |
| Danimarca     | Jasmin Lander / Henrik Holtermann       | 4 | 5 | 1–1 | 55 | 64 | 31 | 43 | 0  | 2  | 73,0% | 33,35 |
| Italia        | Stefania Constantini / Sebastiano Arman | 4 | 5 | 1–1 | 55 | 58 | 35 | 32 | 0  | 9  | 77,6% | 35,03 |
| Paesi Bassi   | Vanessa Tonoli / Wouter Gösgens         | 4 | 5 | 1–1 | 58 | 62 | 34 | 37 | 0  | 10 | 72,8% | 40,47 |
| Rep. Ceca     | Julie Zelingrová / Vít Chabičovský      | 3 | 6 | –   | 52 | 64 | 34 | 31 | 0  | 14 | 71,4% | 25,06 |
| Corea del Sud | Kim Ji-yoon / Jeong Byeong-jin          | 2 | 7 | –   | 60 | 71 | 31 | 37 | 0  | 6  | 73,9% | 53,21 |
| Ungheria      | Linda Joó / Lőrinc Tatár                | 1 | 8 | –   | 46 | 69 | 31 | 39 | 0  | 9  | 69,6% | 45,74 |

|               | AUS  | CAN  | KOR  | DEN  | EST  | ITA  | NED  | CZE  | SCO  | HUN  |
| ------------- | ---- | ---- | ---- | ---- | ---- | ---- | ---- | ---- | ---- | ---- |
| Australia     |      | 6–11 | 10–7 | 9–7  | 3–9  | 7–1  | 7–6  | 3–9  | 6–8  | 7–5  |
| Canada        | 11–6 |      | 7–6  | 8–2  | 4–7  | 8–4  | 10–5 | 8–3  | 8–4  | 8–7  |
| Corea del Sud | 7–10 | 6–7  |      | 6–9  | 5–8  | 3–6  | 4–8  | 12–7 | 6–11 | 11–5 |
| Danimarca     | 7–9  | 2–8  | 9–6  |      | 7–6  | 11–9 | 7–8  | 6–5  | 1–7  | 5–6  |
| Estonia       | 9–3  | 7–4  | 8–5  | 6–7  |      | 7–6  | 6–8  | 12–6 | 6–5  | 9–2  |
| Italia        | 1–7  | 4–8  | 6–3  | 9–11 | 6–7  |      | 8–6  | 7–4  | 6–8  | 8–4  |
| Paesi Bassi   | 6–7  | 5–10 | 8–4  | 8–7  | 8–6  | 6–8  |      | 5–7  | 4–7  | 8–6  |
| Rep. Ceca     | 9–3  | 3–8  | 7–12 | 5–6  | 6–12 | 4–7  | 7–5  |      | 5–6  | 6–5  |
| Scozia        | 8–6  | 4–8  | 11–6 | 7–1  | 5–6  | 8–6  | 7–4  | 6–5  |      | 7–6  |
| Ungheria      | 5–7  | 7–8  | 5–11 | 6–5  | 2–9  | 4–8  | 6–8  | 5–6  | 6–7  |      |

### Girone B
| Nazione     | Atleti                                        | V | P | V–P | PF | PS | EV | EP | BE | ER | %T    | DSC   |
| ----------- | --------------------------------------------- | - | - | --- | -- | -- | -- | -- | -- | -- | ----- | ----- |
| Giappone    | Chiaki Matsumura / Yasumasa Tanida            | 6 | 0 | –   | 53 | 35 | 26 | 21 | 0  | 6  | 74,9% | 21,70 |
| Stati Uniti | Cory Thiesse / Korey Dropkin                  | 5 | 1 | –   | 44 | 20 | 28 | 14 | 0  | 13 | 80,3% | 12,69 |
| Norvegia    | Martine Rønning / Mathias Brænden             | 5 | 1 | –   | 43 | 32 | 24 | 22 | 0  | 9  | 73,7% | 20,71 |
| Svizzera    | Briar Schwaller-Hürlimann / Yannick Schwaller | 4 | 2 | 1–0 | 38 | 33 | 22 | 22 | 0  | 7  | 77,9% | 40,45 |
| Turchia     | Dilşat Yıldız / Bilal Ömer Çakır              | 4 | 2 | 0–1 | 45 | 29 | 25 | 20 | 0  | 8  | 75,1% | 42,23 |
| Svezia      | Therese Westman / Robin Ahlberg               | 2 | 4 | 1–0 | 43 | 38 | 26 | 21 | 0  | 10 | 78,0% | 32,16 |
| Spagna      | Oihane Otaegi / Mikel Unanue                  | 2 | 4 | 0–1 | 35 | 45 | 21 | 26 | 0  | 6  | 61,7% | 32,90 |
| Austria     | Hannah Augustin / Martin Reichel              | 1 | 5 | 1–0 | 28 | 45 | 18 | 24 | 0  | 6  | 63,9% | 37,35 |
| Germania    | Pia-Lisa Schöll / Klaudius Harsch             | 1 | 5 | 0–1 | 34 | 48 | 18 | 25 | 0  | 2  | 68,4% | 33,40 |
| Inghilterra | Lina Opel / Michael Opel                      | 0 | 6 | –   | 19 | 57 | 14 | 27 | 0  | 5  | 54,3% | 68,08 |

|             | AUT  | GER  | JPN  | ENG  | NOR  | ESP  | USA  | SWE  | SUI  | TUR  |
| ----------- | ---- | ---- | ---- | ---- | ---- | ---- | ---- | ---- | ---- | ---- |
| Austria     |      | 11–6 | 2–9  | 8–2  | 2–6  | 5–7  | 2–10 | 5–7  | 5–7  | 6–7  |
| Germania    | 6–11 |      | 6–7  | 8–3  | 4–6  | 6–7  | 1–7  | 9–4  | 7–8  | 6–12 |
| Giappone    | 9–2  | 7–6  |      | 12–7 | 10–8 | 7–5  | 7–5  | 8–7  | 1–9  | 7–4  |
| Inghilterra | 2–8  | 3–8  | 7–12 |      | 2–9  | 3–9  | 2–7  | 3–10 | 2–11 | 2–8  |
| Norvegia    | 6–2  | 6–4  | 8–10 | 9–2  |      | 7–6  | 3–5  | 9–5  | 7–5  | 6–4  |
| Spagna      | 7–5  | 7–6  | 5–7  | 9–3  | 6–7  |      | 9–8  | 2–11 | 7–8  | 4–10 |
| Stati Uniti | 10–2 | 7–1  | 5–7  | 7–2  | 5–3  | 8–9  |      | 7–6  | 8–2  | 8–7  |
| Svezia      | 7–5  | 4–9  | 7–8  | 10–3 | 5–9  | 11–2 | 6–7  |      | 4–8  | 9–8  |
| Svizzera    | 7–5  | 8–7  | 9–1  | 11–2 | 5–7  | 8–7  | 2–8  | 8–4  |      | 5–4  |
| Turchia     | 7–6  | 12–6 | 4–7  | 8–2  | 4–6  | 10–4 | 7–8  | 8–9  | 4–5  |      |

## Spareggi salvezza
| Squadra 1 | Risultato | Squadra 2     |
| --------- | --------- | ------------- |
| Rep. Ceca | 5-3       | Germania      |
| Austria   | 6-8       | Corea del Sud |

## Fase finale
|  | Play-off | Play-off    | Play-off |             |    | Semifinali  | Semifinali      | Semifinali      |                 |        | Finale | Finale | Finale |  |
|  |          |             |          |             |    |             |                 |                 |                 |        |        |        |        |  |
|  |          |             |          |             |    | A1          | Canada          | 2               |                 |        |        |        |        |  |
|  |          |             |          |             |    | A1          | Canada          | 2               |                 |        |        |        |        |  |
|  |          |             | B2       | Stati Uniti | 6  |             |                 |                 |                 |        |        |        |        |  |
|  | B2       | Stati Uniti | B2       | Stati Uniti | 6  | 8           |                 |                 |                 |        |        |        |        |  |
|  | B2       | Stati Uniti |          |             |    |             |                 |                 |                 |        |        |        |        |  |
|  | A3       | Scozia      | 6        |             |    |             |                 |                 |                 |        |        |        |        |  |
|  | A3       | Scozia      | 6        |             | B2 | Stati Uniti | 8               |                 |                 |        |        |        |        |  |
|  |          |             |          |             |    |             |                 |                 |                 |        |        |        |        |  |
|  |          |             | B1       | Giappone    | 2  |             |                 |                 |                 |        |        |        |        |  |
|  |          |             |          | Giappone    | 2  |             |                 |                 |                 |        |        |        |        |  |
|  |          |             |          |             |    |             |                 |                 |                 |        |        |        |        |  |
|  |          |             |          |             |    |             |                 |                 |                 |        |        |        |        |  |
|  |          | B1          | Giappone | 5           |    |             | Finale 3º posto | Finale 3º posto | Finale 3º posto |        |        |        |        |  |
|  |          |             |          | 5           |    |             |                 |                 |                 |        |        |        |        |  |
|  |          |             | B3       | Norvegia    | 4  |             |                 |                 |                 |        |        |        |        |  |
|  | A2       | Estonia     | B3       | Norvegia    | 4  | 5           |                 |                 | A1              | Canada | 2      |        |        |  |
|  | A2       | Estonia     |          |             |    |             |                 |                 | A1              | Canada | 2      |        |        |  |
|  | B3       | Norvegia    | 8        |             |    | B3          | Norvegia        | 6               |                 |        |        |        |        |  |

## Classifica finale
| Key | Key                                    |
| --- | -------------------------------------- |
|     | Squadre retrocesse alle qualificazioni |

| Pos. | Squadra       |
| ---- | ------------- |
| 1    | Stati Uniti   |
| 2    | Giappone      |
| 3    | Norvegia      |
| 4    | Canada        |
| 5    | Estonia       |
| 5    | Scozia        |
| 7    | Svizzera      |
| 8    | Australia     |
| 9    | Danimarca     |
| 10   | Svezia        |
| 11   | Italia        |
| 12   | Turchia       |
| 13   | Spagna        |
| 14   | Paesi Bassi   |
| 15   | Rep. Ceca     |
| 16   | Corea del Sud |
| 17   | Austria       |
| 18   | Germania      |
| 19   | Ungheria      |
| 20   | Inghilterra   |